# Månbil

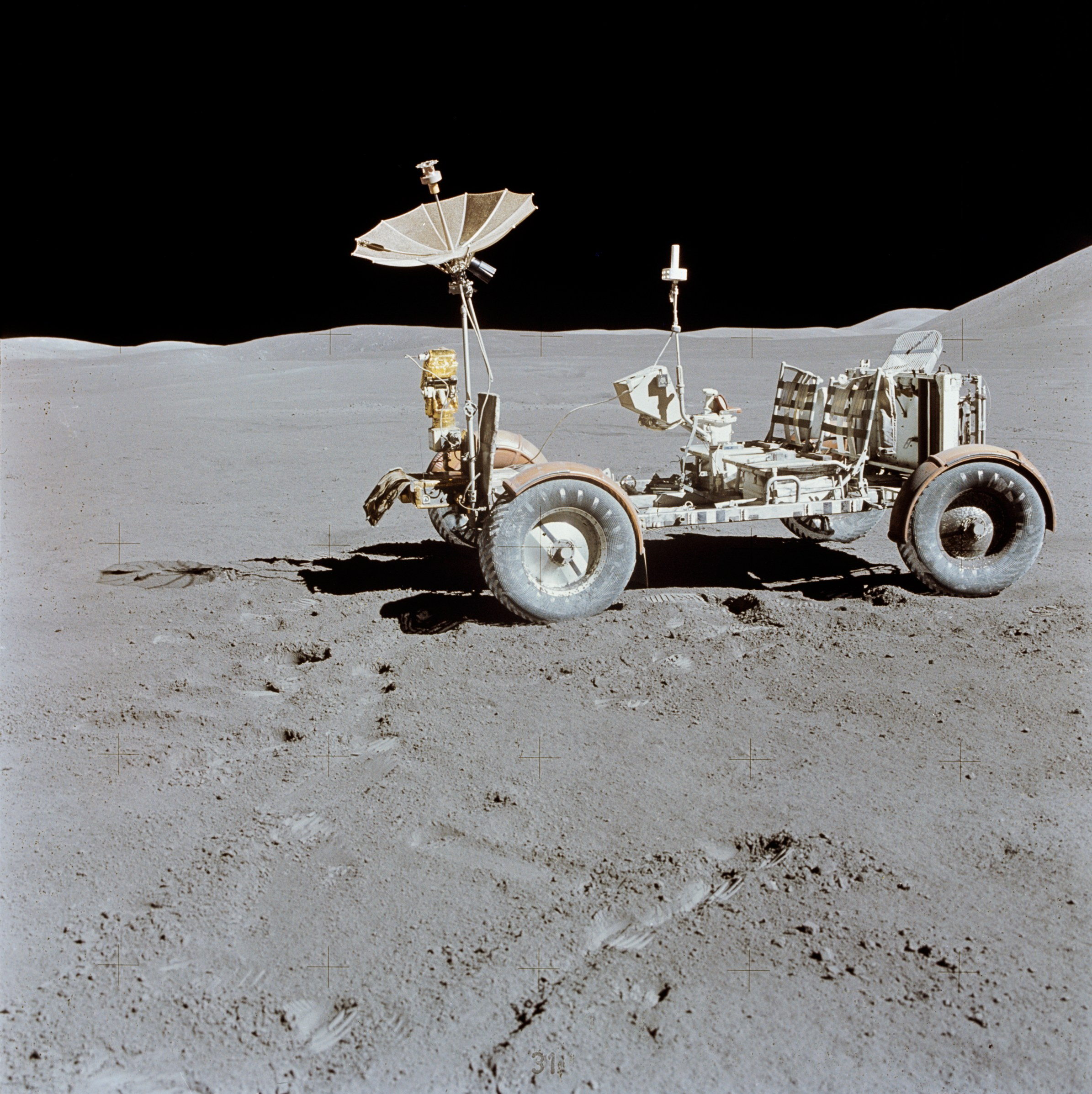
Månbilen var till stor nytta under de 3 dagarna Apollo 15 var på månen - det hade varit omöjligt att gå några längre sträckor i de tunga rymddräkterna. I dag står månbilen fortfarande kvar på samma ställe som på bilden, platsen där den parkerades före avfärden.

En månbil är en eldriven bil, vars tänkta uppgift är att kunna köra på månen. Första gången det kördes bil på månen var när Apollo 15 landade där i juli 1971. Den hade en topphastighet på 13 kilometer i timmen, och vägde cirka 210 kilo, men endast 34 kilo på månen.